# Chiloglanis cameronensis
Chiloglanis cameronensis és una espècie de peix de la família dels mochòkids i de l'ordre dels siluriformes.

## Morfologia
Els mascles poden assolir els 5,5 cm de llargària total.

## Distribució geogràfica
Es troba a Àfrica: rius costaners del Camerun, Guinea Equatorial i Gabon, incloent-hi la conca del riu Congo.